# 蘇藝林
蘇藝林（1916年—1951年6月29日），河北省任邱縣人， 國防部第三廳第一組中校作戰參謀，因參與中共中央社會部台灣工作站「國語日報于非案」被判處死刑，1951年6月29日槍決於臺北市水源路刑場。

## 生平

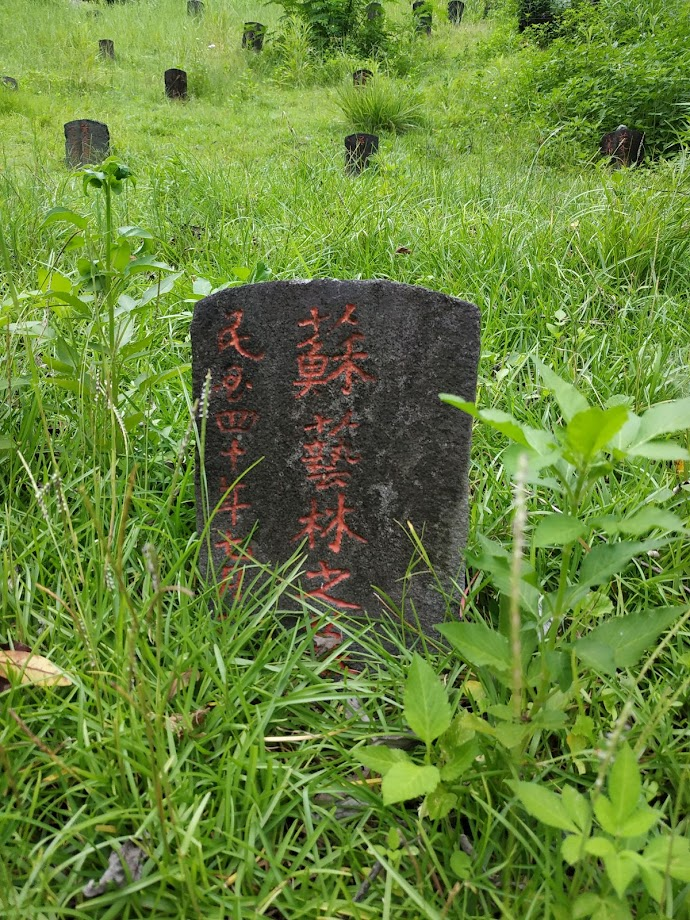
蘇藝林之墓

### 左翼青年
蘇藝林，1916年生於河北省任邱縣，1931年九一八事變到1932年一二八事變，國內究責聲浪四起，蔣中正被迫下野，中國面臨帝國主義侵略危機，蔣中正以壤外必先安內積極剿共，引起國內青年反內戰反帝國主義的聲援，而國民黨內甚至發生閩變，1933年蘇藝林就讀河北省立第九師範學院，蘇藝林當時加入了中國共產黨，以化名周炳寰參與了反日反帝國主義反封建及反蔣活動。

### 投筆從戎
1937年，盧溝橋事件導致對日抗戰全面爆發，蘇藝林響應從軍號召，1939年中央軍校第十四期步科畢業，編入國民革命軍第十四軍第10師師長陳武所部 56團二連擔任排長，1939年1月第10師與第93軍第83師調換，蘇藝林任第83師第249團連長，在晉察第二戰區會同第93軍軍長劉戡的部隊在陽城、翼城等地對日軍作戰，1940年下半年第十四軍南調河南整訓，1941年中條山戰役劉茂恩所屬第十四軍集團軍傷亡慘重，1942年第十四軍整編後，249團團長沈向奎升任第83師師長，1944年參加豫中會戰，蘇藝林歷任營長、249團副、團長，蔣委員長駐節黃山時任警衛營營長，1945年戰後，蘇藝林進入陸軍大學深造，任軍委會軍令部第三廳中校附員，1948年陸軍大學研究院上校研究員，任陸軍大學上校兵學教官。

### 國語日報非案
1948年，隨著時局變化，蘇藝林在陸大已結合宮樹桐並預備吸收同學王詩品、宋立卿、王甲寰等，中共中央社會部部長李克農先後派遣朱芳春(化名于非)、蕭明華、周一粟、凱等多名特工赴台發展組織，蘇藝林亦參加其中負責軍情蒐集與策反工作。
于非與蕭明華以夫妻身分來台，1948年11月擔任國語日報社編輯，吸收嚴明森、馬學樅擔任策反及交通工作，1949年3月起在臺灣省政府社會處主辦之社會科學研究會附設「實用心理學補習班」講課，吸收學員加入組織，透過陳平吸收鄭臣嚴、王隆煜等。凱在台大就讀，負責發展組織與學運，另花蓮泰豐米廠經理孫玉林負責組織運作金援與社運，馬學樅負責交通，周一粟在花蓮發展武裝組織，即中共中央社會部台灣工作站。
凱很早加入共黨，參加過新四軍兒童團，同案台大學生姜民權回憶稱凱是「小紅鬼」，經常跟她說共黨革命的故事，她本來就是無產階級，凱邀請加入讓她心嚮往之，被吸收加入共黨，中共中央社會部部長李克農的指示文件即由她收藏縫於蚊帳頂夾層中。凱來台後與于非接上關係，並與蘇藝林接觸。
根據凱的證詞與蘇藝林的證詞，蘇藝林在1936年加入了中華民族解放先鋒隊，其妻張振萍與凱為同學。1949年12月蘇藝林由陸大調到長官公署三處，隨國防部來台，經凱帶著于非與蘇藝林接觸後銜接關係，蘇藝林透過交通員安學林將情報夾藏在西裝內襯，取得李克農之兩項指示與九大任務，主要是蒐集海陸空軍情報，策反將領陣前起義、動搖官吏加入、成立武裝和登陸接應點等。
期間蘇藝林提供「臺灣省作戰計畫書」是蓋有東南長官公署關防的原本、「海南島作戰計畫書」是薛岳將軍呈報至國防部，蘇藝林竊取原件由凱謄抄，前後蒐集共二十多種軍事情報，拍攝成膠捲後交與于非。然而于非過去在天津的活動早已被當局鎖定派人秘密監視，保密局發現于非的組織雜亂且相當龐大，1949年（应为1950年）2月保密局到于非住處搜捕未果，蕭明華即遭逮捕，蕭明華做暗號通知于非自己已被逮捕，于非於1950年3月22日經由蘇藝林之協助離台。
1949年（应为1950年）5月組織成員相繼落網，蘇藝林於5月24日被逮捕，凱在獄中持續運作組織，並安排陳詩俊獲釋後協助聯繫成員，然而，組織成員中的路齊書原係軍統局特務，已由保密局策反，並安插幹員假扮受刑人，刺探竊聽凱獄中的組織活動，間接偵破逮捕國防醫學院遲紹春、王甲寰等，梁鍾濬也因為表示要凱犧牲將組織交給他而遭到追查，本案前後牽連多達35人遭判處死刑。
1951年5月蘇藝林與同案嚴明森、安學林、馬學樅、周一粟、田子彬、林振成、簡桂生、劉維杰、白靜寅、余熙、孫玉林、陳平、張慶、徐毅、葛仲卿、譚興坦、李學驊共18人被判處死刑，1951年6月29日一齊槍決於臺北市水源路刑場。

## 紀念
2013年10月 北京西山國家森林公園的無名英雄廣場上立有無名英雄紀念碑，為紀念來台灣在1950年代被處決「隱避戰線烈士」而設立。蘇藝林銘刻於紀念碑上，為中共國家安全部追認之中華人民共和國烈士。
1983年中華人民共和國國家安全部取回了蘇藝林遺骨，歸葬北京市八寶山革命公墓。